# Rainbow 100

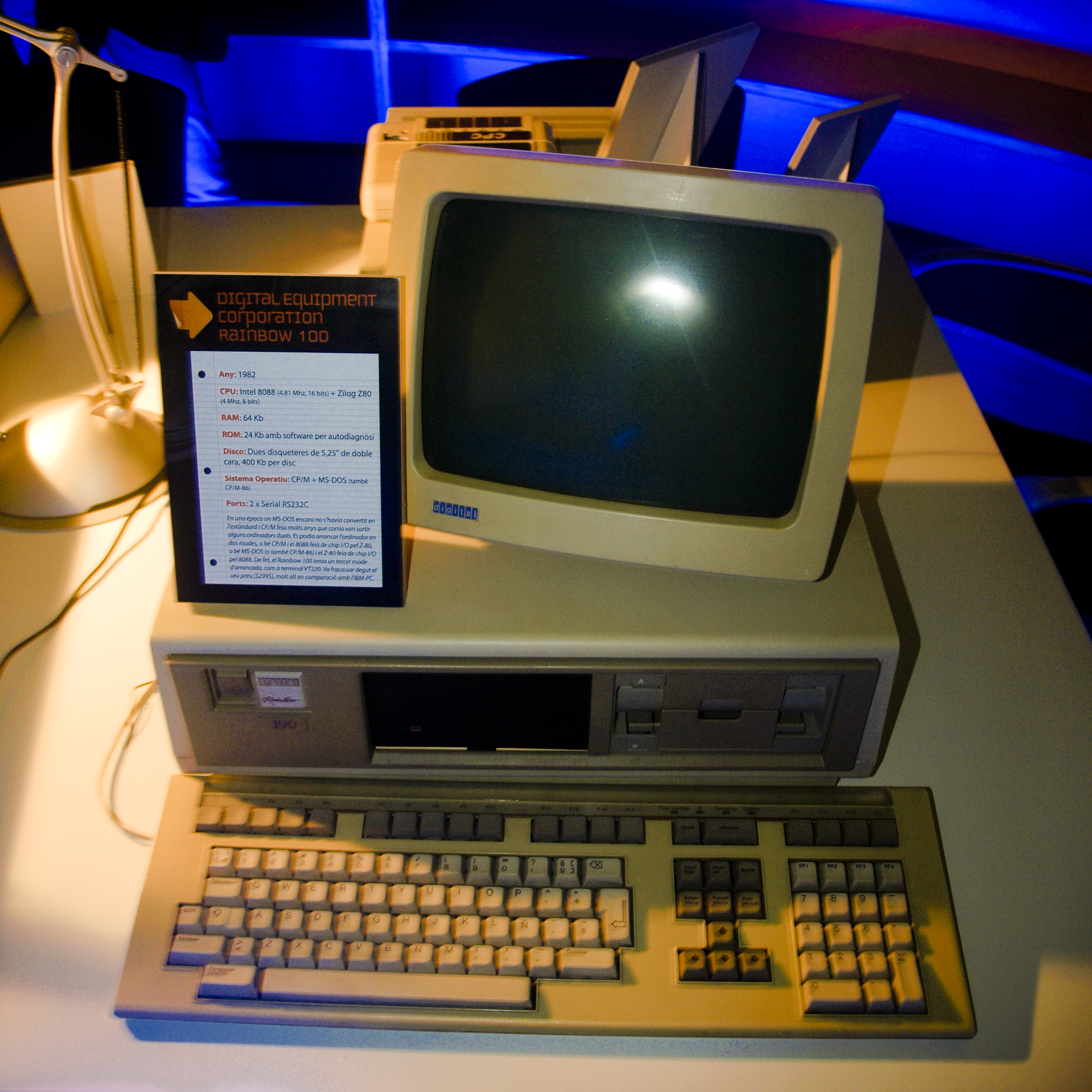
DEC Rainbow 100

Rainbow 100 war ein Mikrocomputer, der von Digital Equipment Corporation (DEC) im Mai 1982 vorgestellt wurde, aber tatsächlich erst einige Monate später in Stückzahlen am Markt verfügbar war. Als Besonderheit verfügte er sowohl über eine 8-Bit- als auch über eine 16-Bit-CPU. Zudem beinhaltete die Hardware die Funktionalität eines VT100-Terminals. Ungewöhnlich für die damalige Zeit war auch die besondere Ausrichtung auf Ergonomie.

## Hardware
Der Rainbow 100 war mit zwei CPUs ausgestattet, einem Zilog Z80A, mit 4 MHz getaktet, und einem Intel 8088 (4,8 MHz). Die Zentraleinheit verfügte standardmäßig über 64 kB RAM, aufrüstbar auf 128 oder 256 kB, sowie über 24 kB ROM für Selbstdiagnose, Startroutinen, Terminal-Software und Service-Funktionen. An der Gehäuse-Rückseite befanden sich serielle Schnittstellen für Kommunikation und Drucker wie auch der Anschluss für den Bildschirm. Standardmäßig war in den Rainbow 100 ein Zweifach-Diskettenlaufwerk, Typ RX50, für 5,25″ Disketten mit doppelter Schreibdichte auf 80 Spuren mit 10 Sektoren und 409 kB Speicherkapazität eingebaut. Dieses konnte auch Disketten im VT180-Format lesen und schreiben. Eine RS422-Schnittstelle ermöglichte den Anschluss eines Festplatten-Subsystems mit 5 MB Kapazität. Der Computer konnte in den Terminal-Modus umgeschaltet werden. So konnte das Gerät nicht nur als Computer 8-Bit- und 16-Bit-Software verarbeiten, sondern auch als „dummes“ Bildschirmterminal (VT102) an Großrechnern eingesetzt werden.
Der monochrome Bildschirm wurde per Kabel an die Systemeinheit angeschlossen, die Tastatur wiederum an den Bildschirm. Der entspiegelte Bildschirm war in drei Farbvarianten der Zeichendarstellung erhältlich, schwarzweiß, grün und bernsteingelb. Die Zeichen wurden in einer 7 × 9 Matrix auf 24 Zeilen mit 80 oder wahlweise 132 Zeichen dargestellt. Es waren die Zeichenattribute, blinkend, unterstrichen, fett, invertiert sowie doppelte Zeichenhöhe und -breite verfügbar. Außerdem konnte der Bildschirm von hellen Zeichen auf dunklem Untergrund umgeschaltet werden auf dunkle Zeichen auf hellem Untergrund.
Bitmustergrafik für Auflösungen von 800 × 240 Pixeln mit vier Farben bzw. 384 × 240 Pixeln mit 16 Farben erforderte eine zusätzliche Steckkarte mit einem NEC µPD7220-Controller und einen weiteren Monitor.

## Betriebssysteme
Standardmäßig war der Rainbow 100 mit einer speziellen Version des Betriebssystems CP/M ausgestattet, das als CP/M-86/80 bezeichnet wurde. Es verfügte über eine „Softsense“-Einrichtung, die selbständig 8- oder 16-Bit-Software erkannte, um diese dann automatisch dem entsprechenden Prozessor zuzuweisen. Das System unterstützte sowohl die 20 Systemfunktionen von CP/M-86 für 16-Bit-Software als auch die 17 CP/M-80-Funktionen.
Außerdem wurde MS-DOS angeboten, das allerdings hardwarebedingt keine IBM-Kompatibilität bot.

## Ergonomie

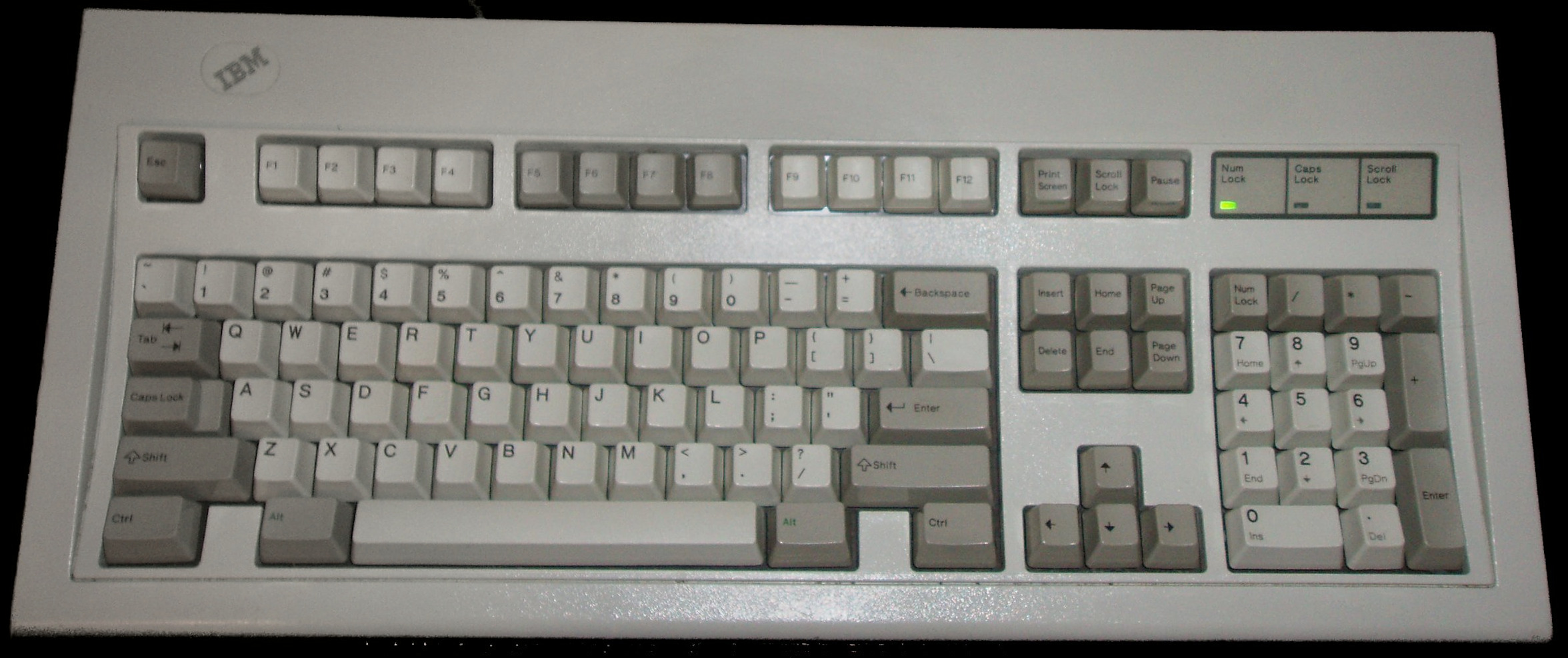
IBM Model M, ab 1985, mit Enhanced-101-Tasten-Layout

Als Besonderheit für die damalige Zeit gilt die Ausrichtung auf Ergonomie. Der Gehäuseaufbau der Zentraleinheit erlaubte die Zerlegung in die einzelnen Module ohne Werkzeuge. Der Monitor hatte zwar nur die damals übliche Größe von 12-Zoll, verfügte aber über eine hervorragende Entspiegelung und stellte die Zeichen mit besonderer Klarheit und Schärfe dar. Außerdem war bereits eine automatische Bildschirm-Abschaltung nach 30 Minuten als Bildschirmschoner beinhaltet.
Die Tastatur des Rainbow 100 mit 104 Tasten in vier Funktionsbereichen (Tastenfeld, Cursortasten, Ziffernblock und Funktionstasten) nahm schon weitgehend das ergonomische Layout voraus, das erst später von IBM mit dem Model M eingeführt wurde und bis heute noch sinngemäß erhalten ist.
Die Grundeinstellungen des Rainbow über die spezielle Prozedur per „SET-UP“-Taste beinhalteten Hilfe-Funktionen. Mit dem Programm LEARN auf Diskette stand eine einfache E-Learning-Funktion für das System zur Verfügung.
Für sein ergonomisches Design wurde der Rainbow 100 mit dem iF product design award 1984 ausgezeichnet.

## Peripherie
Außer dem Festplatten-Subsystem (über RS422-Port) bot DEC zwei Matrixdrucker und einen Typenraddrucker an, die an der seriellen RS-232-Schnittstelle zu betreiben waren. Eine Parallelschnittstelle für Drucker besaß der Rainbow 100 nicht.

## Modelle
Die erste Version wurde auch als „Rainbow 100A“ bezeichnet. 1984 brachte DEC das Modell „Rainbow 100+“ auf den Markt. Dieses war weitgehend identisch mit dem Vorgängermodell, bot aber als Neuerung ein 10 MB fassendes Festplattenlaufwerk sowie die Ausbaubarkeit des Hauptspeichers bis 896 kB.

## Markterfolg
Der Rainbow 100 erreichte nicht den erwarteten Markterfolg. Die Geräte wie auch weitere Komponenten waren relativ teuer. Beispielsweise kostete 1983 allein das Basis-System mit Drucker 14.000 DM (nach heutiger Kaufkraft ca. 15.950 EUR). Durch seine Konstruktion mit zwei CPUs war der Computer zwar grundsätzlich gut für CP/M-Software gerüstet, aber bei CP/M-Software mussten vor allem Systemein- und -ausgabe hardwarespezifisch angepasst werden. Sowohl international als auch in Deutschland gab es nur wenig Software speziell für den Rainbow 100.
Auch hatte der Markt bereits begonnen, sich in Richtung IBM-Kompatibilität auszurichten. Hier konnte DEC nicht mithalten, zumal bereits in der Grundkonstruktion des Rainbow 100 die Hardware-Interrupts nicht auf die Software-Interrupts von MS-DOS abgestimmt waren.